# George Ayittey
George B. N. Ayittey (ur. 13 października 1945, zm. 28 stycznia 2022) – ghański ekonomista, autor publikacji naukowych, prezydent fundacji Free Africa, zlokalizowanej w Waszyngtonie. Był profesorem na uczelni American University, oraz pracownikiem naukowym think tanku Foreign Policy Research Institute.
W swoich pracach i wypowiedziach promował pogląd głoszący, że ubóstwo Afryki wynika przede wszystkim nie z kolonializmu, ale z polityki postkolonialnych władz, które w większości przypadków charakteryzowały się wprowadzaniem rządów autokratycznych i transformowaniem zastanych gospodarek w gospodarki centralnie planowane. Opowiadał się za zwiększeniem wysiłków na rzecz demokratyzacji kontynentu, zrewidowania zadłużenia państw afrykańskich, modernizacji infrastruktury, promocji wolnego rynku i wolnego handlu, co zapewnić miało znacznie lepszy rozwój.

## Dzieła
- Indigenous African Institutions (1991; 2004)
- The Blueprint for Ghana's Economic Recovery (1997)
- Africa Betrayed (1992) (nagrodzona w 1992 roku przez Mencken Award w kategorii najlepsza książka[3])
- Africa in Chaos (1998) (otrzymała swoją recenzję w The New York Times[4])
- Africa Unchained: the blueprint for development (2004)
- Defeating Dictators: Fighting Tyrants in Africa and Around the World (2011)